# Georgi Vojtech
Georgi Vojtech (mittelgriechisch Γεώργιος ὁ Βοϊτάχος, bulgarisch Георги Войтех; † 1072) war ein bulgarischer Aristokrat und Rebell gegen den byzantinischen Kaiser Michael VII.

## Leben
Vojtech amtierte unter Kaiser Romanos IV. als Exarchos in Skopje, der Hauptstadt des Themas Bulgarien. Im Jahr 1072 setzte er sich an die Spitze eines Aufstandes der lokalen bulgarischen Magnaten, die mit der byzantinischen Herrschaft und insbesondere der vom kaiserlichen Finanzminister Nikephoritzes auferlegten Steuerlast unzufrieden waren. Ihr Ziel war die Wiederherstellung des 1018 untergegangenen bulgarischen Reiches. Die Gelegenheit hierfür war günstig, denn das Byzantinische Reich befand sich nach der Niederlage bei Manzikert gegen die Seldschuken und dem Verlust von Bari an die Normannen an mehreren Fronten in der Defensive und war zudem durch innere Wirren geschwächt. 
Da die Rebellen sich alleine der byzantinischen Übermacht nicht gewachsen sahen, ersuchte Vojtech den Groß-Župan des serbischen Fürstentums Zeta (Dioklitien), Mihailo Vojislavljević, erfolgreich um Waffenhilfe. Im Gegenzug wurde dessen Sohn Konstantin Bodin, der über seine Mutter vom bulgarischen Königshaus Komitopuli abstammte, unter dem Thronnamen Peter III. im Herbst 1072 in Prizren zum Zaren der Bulgaren gekrönt.
Beim Versuch, die Revolte niederzuschlagen, erlitten der aus Apulien zurückbeorderte Strategos Nikephoros Karantenos und der Dux von Skopje, Damianos Dalassenos, eine schwere Niederlage. Während Vojtech als Befehlshaber in Skopje zurückblieb, marschierte Bodin mit seinen Truppen weiter auf Niš und nahm die Stadt ein. Sein Woiwode Petrilos eroberte mit seinen Söldnern die alte bulgarische Hauptstadt Ohrid und plünderte Kastoria. 
In der Zwischenzeit erschien eine große byzantinische Streitmacht unter dem General Michael Saronites vor Skopje und begann eine Belagerung. Vojtech schätzte seine Lage als aussichtslos ein und ergab sich, bereute dies jedoch wenig später und ließ Bodin eine Geheimbotschaft zukommen mit der Aufforderung, die Byzantiner im Rücken anzugreifen. Bodin wollte den Eingeschlossenen zu Hilfe eilen, geriet jedoch im südlichen Amselfeld in einen Hinterhalt und wurde gefangen genommen. Auch Georgi Vojtech geriet in Gefangenschaft, wurde schwer gefoltert und starb auf dem Weg nach Konstantinopel.